# فرودگاه کومبرناولد
فرودگاه کومبرناولد (به انگلیسی: Cumbernauld Airport) (به زبان بومی: Port-adhair Comar nan Allt) یک فرودگاه خصوصی با کد یاتا CBN است که یک باند فرود آسفالت دارد و طول باند آن ۸۲۰ متر است. این فرودگاه در کشور اسکاتلند قرار دارد و در ارتفاع ۱۰۷ متری از سطح دریا واقع شده‌است.